# Bronius Balutis
Bronius Kazys Balutis (ur. 5 stycznia 1880 w Sereje, zm. 30 grudnia 1967 w Londynie) – litewski dyplomata, wieloletni poseł Litwy w Waszyngtonie (1918–19, 1928–34) i Londynie (1934–67). 
Po ukończeniu seminarium w Pskowie w 1904 roku wyjechał do USA, gdzie przebywał do uzyskania przez Litwę niepodległości. Stał tam na czele m.in. Towarzystwa Miłości Ojczyzny (1908–10), redagował również gazetę "Lietuva" (1912–19). 
W 1916 roku ukończył kolegium prawnicze w Chicago. Po odzyskaniu przez Litwę niepodległości w 1918 roku mianowany posłem w USA, reprezentował kraj na konferencji paryskiej jako członek litewskiej delegacji. 
Po powrocie na Litwę w 1920 roku stanął na czele departamentu politycznego ministerstwa spraw zagranicznych, brał udział w negocjacjach z Polską w Kalwarii i Suwałkach. W latach 1920–21 pełnił urząd wiceministra spraw zagranicznych, a w latach 1921–27 dyrektora departamentów zachodniego i politycznego. 
W latach 1928–34 reprezentował Litwę jako poseł w USA, później pełnił tę samą funkcję w Holandii (1934–40) i aż do śmierci w Wielkiej Brytanii, która nie uznała inkorporacji Litwy do ZSRR. 